# Timbuktu (cratera)
A cratera Timbuktu é uma antiga cratera no quadrângulo de Margaritifer Sinus em Marte, localizada a 5.7° S e 37.6° W.  Ela possui 73.0 km em diâmetro e recebeu o nome de uma cidade no Mali.